# Doconesthes sessilis
Doconesthes sessilis är en svampdjursart som beskrevs av Topsent 1928. Doconesthes sessilis ingår i släktet Doconesthes och familjen Rossellidae. Inga underarter finns listade i Catalogue of Life.